# Россинвер
Россинвер (англ. Rossinver; ирл. Ros Inbhir, «лес в устье реки») — деревня в Ирландии, находится в графстве Литрим (провинция Коннахт) у озера Лох-Мелвин на пересечении трасс R281 и R282.